# ReBoot: The Guardian Code
ReBoot: The Guardian Code è una serie televisiva canadese di fantascienza live-action/animazione CGI prodotta da Mainframe Studios. Annunciati originariamente nel 2013, i primi dieci episodi hanno debuttato su Netflix in tutto il mondo (escluso il Canada) il 30 marzo 2018. YTV ha trasmesso tutti i venti episodi dal 4 giugno al 5 luglio 2018.

## Trama
Quattro giocatori adolescenti, membri della squadra con il punteggio più alto in un gioco online, si incontrano di persona il loro primo giorno alla Alan Turing High School. La loro iscrizione è stata organizzata da Vera, un'intelligenza artificiale che ha reclutato la squadra come "Guardiani" per entrare fisicamente e proteggere il cyberspazio. All'inizio della serie, a Vera viene dato un corpo umano e viene chiusa fuori dal cyberspazio, quindi si iscrive come studentessa di scambio. I Guardiani combattono Sourcerer, un hacker umano. Il Codice Oscuro è l'arma principale di Sourcerer contro i sistemi informatici mondiali. Dopo il suo primo incontro con i Guardiani, Sourcerer riattiva il virus informatico chiamato Megabyte, il principale antagonista dell'originale ReBoot, per aiutarlo dall'interno del cyberspazio.

## Personaggi

### Guardiani
- Austin Carter/Vector, interpretato da Ty Wood.
 Il leader della squadra il cui colore è il rosso ed è il figlio di Adam Carter/Sourcerer.
- Tamra/Enigma, interpretata da Sydney Scotia.
 L'agilità da ninja della squadra il cui colore è il giallo.
- Parker/Googz, interpretato da Ajay Friese.
 Il cervello della squadra e un hacker in Internet, il suo colore è il verde.
- Trey Davies/D-Frag, interpretato da Gabriel Darku.
 Il muscolo della squadra che è un atleta nel mondo reale e un uomo massiccio e forte nel cyberspazio, il suo colore è il blu.

### Personaggi secondari
- VERA (Virtual Evolutionary Recombinary Avatar), interpretata da Hannah Vandenbygaart.
 Un'intelligenza artificiale a cui è stato dato un corpo umano nel primo episodio e leader dei Guardiani.
- Adam Carter/Sourcerer, interpretato da Bob Frazer.
 Il padre di Austin, che fu infettato dal Codice Oscuro e si trasformò in Sourcerer, un hacker malvagio che cercava di rimandare il mondo al Medioevo o all'inizio del 900, prima che tutto funzionasse con i computer. È il padrone di Megabyte.
- Judy Carter, interpretata da Kirsten Robek.
 La madre di Austin, che non è a conoscenza della doppia vita del tutore di suo figlio.
- Nance, interpretata da Luvia Petersen.
 Un agente del Dipartimento di sicurezza Internet (DIS), una volta minacciò Adam Carter affinché fornisse le sue informazioni nel mainframe. Desidera utilizzare come arma la tecnologia Guardiani in modo che DIS possa distruggere i computer dei nemici dell'America.
- Mark Rowan, interpretato da Nicholas Lea.
 Un agente del Dipartimento di sicurezza Internet e amico di Adam Carter.
- Megabyte, doppiato da Timothy E. Brummund.
 Un virus della serie originale, è il servitore di Sourcerer. Poiché è obsoleto di oltre 20 anni, Megabyte è stato aggiornato dal Sourcerer dopo la riattivazione.
- Hexadecimal, doppiata da Shirley Millner.
 Un virus della serie originale e sorella di Megabyte, che fu successivamente imprigionata dai guardiani di Viruslym. Fu successivamente liberata da Megabyte. A differenza di suo fratello, Hex è l'incarnazione del caos e desidera capovolgere il cyberspazio.
- Sentinelle Alpha. doppiato da Alex Zahara.
 Il servitore principale di Megabyte in ogni momento. Megabyte ne distrugge uno per episodio anche se eseguono i suoi ordini in modo impeccabile.

## Episodi
| Stagione         | Episodi | Pubblicazione USA | Pubblicazione Italia |
| ---------------- | ------- | ----------------- | -------------------- |
| Prima stagione   | 10      | 2018              | 2018                 |
| Seconda stagione | 10      | 2018              | 2018                 |

## Sviluppo
Il 3 ottobre 2013, Rainmaker ha annunciato lo sviluppo di una nuova serie televisiva ReBoot insieme alla reintroduzione del marchio aziendale Mainframe per le sue produzioni per il piccolo schermo. Parlando a Canada.com più tardi quel mese, il presidente e direttore creativo di Rainmaker Michael Hefferon ha dichiarato che lo spettacolo non sarebbe stato lo stesso in quanto "il mondo della tecnologia è cambiato drasticamente nei 20 anni da quando ReBoot è iniziato" e ha avvertito che i personaggi dello spettacolo originale sarebbero probabilmente limitati alle apparizioni cameo. Ha poi detto che la società aveva in programma di lanciare la serie a febbraio, con la speranza di coinvolgere YTV come partner di trasmissione.
Nel novembre 2014, Rainmaker ha rivelato che lo spettacolo si sarebbe chiamato ReBoot: The Guardian Code. Il maggio successivo, Deadline riferì che la serie sarebbe stata un ibrido live-action/animazione in CG distribuito da The Weinstein Company. L'8 giugno 2015, Corus Entertainment, proprietaria di YTV, ha ordinato una prima stagione di 26 episodi, affermando che la serie è stata creata da Hefferon e confermando i dettagli della storia di Deadline. Poco dopo, è stata confermata la presenza di vari personaggi della serie originale, tra cui Bob, Dot, Enzo e Megabyte, anche se l'attenzione si era spostata su un gruppo di quattro adolescenti reclutati per proteggere il cyberspazio dal programma VERA The Guardian. quattro adolescenti sono stati chiamati Austin, Parker, Trey e Tamra. È stato pubblicato un poster che mostrava Austin nella sua forma di tutore. Commentando l'inclusione di materiale live-action nella serie, Hefferon ha dichiarato: "Ho parlato con le emittenti di tutto il mondo. L'unica cosa clamorosa era che nessuno voleva il riavvio. di quello che lo spettacolo originariamente era. Nessuno era disposto a comprarlo. " Successivamente ha aggiunto che due terzi di un episodio medio sarebbero contenuti animati. All'epoca, il lancio della serie era previsto per la fine del 2016/inizio del 2017.

## Produzione
Le richieste di casting per la serie sono state pubblicate nel maggio 2016. La data delle riprese era indicata tra agosto e novembre dello stesso anno a Vancouver, nella Columbia Britannica, con YTV assegnata come partner di trasmissione e il numero di episodi ridotto a 20. La produzione è stata ritardata. con le riprese che si svolgeranno nella Columbia Britannica a febbraio e marzo 2017.
Il 28 marzo 2017, Corus ha confermato le informazioni rivelate nei casting e ha annunciato lo staff esecutivo e il cast principale dello spettacolo. I diritti di distribuzione, licenza e merchandising a livello mondiale sono stati trasferiti a Nelvana Enterprises di Corus con YTV destinata a debuttare con la serie nel 2018. È stato confermato che un'esperienza di realtà virtuale mobile e un gioco di carte collezionabili digitali sono in fase di sviluppo. La società madre di Rainmaker, Wow Unlimited Media, ha riferito che i primi 8 episodi della serie erano stati consegnati ai partner di trasmissione nel terzo trimestre del 2017, con i restanti 12 programmati per il quarto trimestre di quell'anno.
ReBoot: The Guardian Code è modellato , truccato e animato in Autodesk Maya, e renderizzato con risoluzione 4K utilizzando Unreal Engine 4 . Hefferon ha affermato che l'utilizzo di Unreal ha dato loro un vantaggio in termini di velocità: "Alcuni di questi scatti avrebbero potuto richiedere dalle 3 alle 13 ore in una pipeline tradizionale, per fotogramma", mentre Unreal ha reso ogni fotogramma in secondi o minuti. Ha inoltre consentito facilmente alla troupe di riutilizzare le risorse di animazione per il collegamento alla realtà virtuale.

### Cast
Ty Wood, Sydney Scotia, Ajay Parikh-Friese e Gabriel Darku sono stati scelti per interpretare un gruppo di adolescenti che entrano nel Mainframe per proteggere il mondo virtuale e reale da virus come Megabyte.
Tre doppiatori della serie originale riprendono i loro ruoli vocali in questa serie: Michael Benyaer ritorna nei panni di Bob, Kathleen Barr nei panni di Dot e Shirley Millner nei panni di Hexadecimal. Timothy E. Brummund sostituisce Tony Jay come Megabyte a causa della morte dell'attore originale nel 2006.

## Distribuzione
Un trailer della serie e dell'esperienza di realtà virtuale ha debuttato il 21 febbraio 2018. I primi dieci episodi hanno debuttato su Netflix a livello globale, escluso il Canada, il 30 marzo, seguiti da altri dieci episodi il 28 settembre come " seconda stagione. Tutti i venti episodi sono andati in onda su YTV in Canada tra il 4 giugno e il 5 luglio.